# Isle (Minnesota)
Isle es una ciudad ubicada en el condado de Mille Lacs en el estado estadounidense de Minnesota. En el Censo de 2010 tenía una población de 751 habitantes y una densidad poblacional de 113,49 personas por km².

## Geografía
Isle se encuentra ubicada en las coordenadas 46°8′35″N 93°27′33″O / 46.14306, -93.45917. Según la Oficina del Censo de los Estados Unidos, Isle tiene una superficie total de 6.62 km², de la cual 5.49 km² corresponden a tierra firme y (16.99%) 1.12 km² es agua.

## Demografía
Según el censo de 2010, había 751 personas residiendo en Isle. La densidad de población era de 113,49 hab./km². De los 751 habitantes, Isle estaba compuesto por el 73.77% blancos, el 0% eran afroamericanos, el 22.64% eran amerindios, el 0.13% eran asiáticos, el 0% eran isleños del Pacífico, el 0.8% eran de otras razas y el 2.66% pertenecían a dos o más razas. Del total de la población el 3.06% eran hispanos o latinos de cualquier raza.